# منطقه حفاظت‌شده سیوک
منطقهٔ حفاظت‌شدهٔ سیوک یک منطقهٔ حفاظت‌شده با مساحت ۱۲۸۵۲ هکتار است که در استان کهگیلویه و بویراحمد در ایران قرار دارد. این منطقهٔ حفاظت‌شده طبق مصوبهٔ شمارهٔ ۷۸۷ در تاریخ ۹۹/۱۱/۰۶ در فهرست مناطق تحت حفاظت سازمان محیط زیست ایران قرار گرفت.